# Araçuaí
Araçuaí est une ville brésilienne du nord-est de l'État du Minas Gerais. Sa population était estimée à 36 041 habitants en 2010. La municipalité s'étend sur 2 236 km2.

## Maires
| Période | Période | Identité           | Étiquette | Qualité |
| ------- | ------- | ------------------ | --------- | ------- |
| 2009    | 2012    | Aécio Silva Jardim | PDT       |         |